# British Independent Film Awards 2018
La cerimonia di premiazione della 21ª edizione dei British Independent Film Awards ha avuto luogo il 2 dicembre 2018 all'Old Billingsgate di Londra.
Le candidature sono state annunciate il 31 ottobre 2018. Il maggior numero di candidature (tredici) è stato ottenuto da La favorita di Yorgos Lanthimos, seguito da American Animals con undici candidature.

## Vincitori e candidati
I vincitori sono indicati in grassetto.

### Miglior film indipendente britannico
- La favorita (The Favourite), regia di Yorgos Lanthimos
- American Animals, regia di Bart Layton
- A Beautiful Day - You Were Never Really Here (You Were Never Really Here), regia di Lynne Ramsay
- Beast, regia di Michael Pearce
- Disobedience, regia di Sebastián Lelio

### Miglior regista
- Yorgos Lanthimos – La favorita (The Favourite)
- Bart Layton – American Animals
- Lynne Ramsay – A Beautiful Day - You Were Never Really Here (You Were Never Really Here)
- Michael Pearce – Beast
- Andrew Haigh – Charley Thompson (Lean on Pete)

### Miglior attrice
- Olivia Colman – La favorita (The Favourite)
- Gemma Arterton – The Escape
- Jessie Buckley – Beast
- Maxine Peake – Funny Cow
- Rachel Weisz – Disobedience

### Miglior attore
- Joe Cole – A Prayer Before Dawn
- Steve Coogan – Stanlio & Ollio (Stan & Ollie)
- Rupert Everett – The Happy Prince - L'ultimo ritratto di Oscar Wilde (The Happy Prince)
- Joaquin Phoenix – A Beautiful Day - You Were Never Really Here (You Were Never Really Here)
- Charlie Plummer – Charley Thompson (Lean on Pete)

### Miglior attrice non protagonista
- Rachel Weisz – La favorita (The Favourite)
- Nina Arianda – Stanlio & Ollio (Stan & Ollie)
- Rachel McAdams – Disobedience
- Emma Stone – La favorita (The Favourite)
- Molly Wright – Apostasy

### Miglior attore non protagonista
- Alessandro Nivola – Disobedience
- Steve Buscemi – Charley Thompson (Lean on Pete)
- Barry Keoghan – American Animals
- Evan Peters – American Animals
- Dominic West – Colette

### Miglior esordiente
- Jessie Buckley – Beast
- Michaela Coel – Been So Long
- Liv Hill – Jellyfish
- Marcus Rutherford – Obey
- Molly Wright – Apostasy

### Premio Douglas Hickox al miglior regista esordiente
- Richard Billingham – Ray & Liz
- Daniel Kokotajlo – Apostasy
- Matt Palmer – Calibre
- Michael Pearce – Beast
- Leanne Welham – Pill

### Miglior sceneggiatura
- Deborah Davis e Tony McNamara – La favorita (The Favourite)
- Brad Layton – American Animals
- Sebastián Lelio e Rebecca Lenkiewicz – Disobedience
- Michael Pearce – Beast
- Lynne Ramsay – A Beautiful Day - You Were Never Really Here (You Were Never Really Here)

### Miglior documentario britannico
- Evelyn
- Being Frank: The Chris Sievey Story
- Island
- Nae Pasaran
- Under the Wire

### Miglior film indipendente internazionale
- Roma, regia di Alfonso Cuarón (Messica)
- Cafarnao - Caos e miracoli (Capharnaüm), regia di Nadine Labaki (Libano)
- Cold War (Zimna wojna), regia di Paweł Pawlikowski (Polonia)
- The Rider - Il sogno di un cowboy (The Rider), regia di Chloé Zhao (Stati Uniti d'America)
- Un affare di famiglia (Manbiki kazoku), regia di Hirokazu Kore'eda (Giappone)

### Premio Discovery
- Voyageuse
- The Dig
- Irene's Ghost
- A Moment in the Reeds
- Super November

### Miglior produttore esordiente
- Jacqui Davies – Ray & Liz
- Kristian Brodie – Beast
- Anna Griffin – Calibre
- Marcie MacLellan – Apostasy
- Faye Ward – Stanlio & Ollio (Stan & Ollie)

### Miglior sceneggiatura di debutto
- Bart Layton – American Animals
- Karen Gillian – The Party's Just Beginning
- Daniel Kokotajlo – Apostasy
- Matt Palmer – Calibre
- Michael Pearce – Beast

### Miglior casting
- Dixie Chassay – La favorita (The Favourite)
- Julie Harkin – Beast
- Avy Kaufman – American Animals
- Andy Pryor – Stanlio & Ollio (Stan & Ollie)
- Michelle Smith – Apostasy

### Miglior fotografia
- Robbie Ryan – La favorita (The Favourite)
- Ole Bratt Birkeland – American Animals
- Magnus Nordenhof Jønk – Charley Thompson (Lean on Pete)
- Tom Townend – A Beautiful Day - You Were Never Really Here (You Were Never Really Here)
- David Ungaro – A Prayer Before Dawn

### Migliori costumi
- Sandy Powell – La favorita (The Favourite)
- Jacqueline Durran – Peterloo
- Andrea Flesch – Colette
- Guy Sperenza – Stanlio & Ollio (Stan & Ollie)
- Alyssa Tull – An Evening with Beverly Luff Linn

### Miglior montaggio
- Nick Fenton, Julian Hart e Chris Gill – American Animals
- Joe Bini – A Beautiful Day - You Were Never Really Here (You Were Never Really Here)
- Marc Boucrot – A Prayer Before Dawn
- Giōrgos Mauropsaridīs – La favorita (The Favourite)
- Ben Wheatley – Happy New Year, Colin Burstead

### Miglior trucco e acconciature
- Nadia Stacey – La favorita (The Favourite)
- Christine Blundell – Peterloo
- Mark Coulier, Jeremy Woodhead – Stanlio & Ollio (Stan & Ollie)
- Stacey Louise Holman – A Prayer Before Dawn
- Ivana Primorac – Colette

### Migliori musiche
- Jonny Greenwood – A Beautiful Day - You Were Never Really Here (You Were Never Really Here)
- Aaron Cupples – Island Of The Hungry Ghosts
- Richard Hawley – Funny Cow
- Anne Nikitin – American Animals
- Jim Williams – Beast

### Miglior scenografia
- Fiona Crombie – La favorita (The Favourite)
- Michael Carlin – Colette
- Suzie Davies – Peterloo
- John Paul Kelly – Stanlio & Ollio (Stan & Ollie)
- Beck Rainford – Ray & Liz

### Miglior suono
- Paul Davies – A Beautiful Day - You Were Never Really Here (You Were Never Really Here)
- Johnnie Burn – La favorita (The Favourite)
- Séverin Favriau – A Prayer Before Dawn
- Cj Mirra – Time Trial
- Andrew Stirk – American Animals

### Migliori effetti
- Howard Jones – I primitivi (Early Man)
- Matthew Strange, Mark Wellband – Morto tra una settimana (o ti ridiamo i soldi) (Dead In A Week (Or Your Money Back))
- George Zwier, Paul Driver – Peterloo

### Premio Richard Harris
- Judi Dench

### Premio Variety
- Felicity Jones

### Premio speciale della giuria
- Horace Ové